# Maviael Cavalcanti
Maviael Francisco de Morais Cavalcanti (Macaparana, 18 de outubro de 1936) é um dentista, advogado e político brasileiro, que foi deputado federal entre 1991 e 1995, além de ter sido deputado estadual por 4 mandatos consecutivos.

## Biografia
Filho de Antônio Francisco de Melo Cavalcanti e Olívia de Morais Andrade, é primo do ex-governador de Pernambuco e ex-deputado federal Joaquim Francisco (falecido em 2021). Formou-se em odontologia na Universidade Federal de Pernambuco em 1962, mesmo ano em que foi eleito vereador em sua cidade pelo PSD. Em novembro de 1968, elege-se vice-prefeito de Macaparana pela ARENA, e em 1971 passou a cursar Direito na Faculdade de Direito de Caruaru, concluindo os estudos 4 anos depois. Em 1974, é eleito deputado federal pela primeira vez, obtendo mais 3 reeleições em 1978 (também pela ARENA), 1982 e 1986, ambas pelo PDS; após esta última, filiou-se ao PFL, sendo líder do partido na Assembleia Legislativa de Pernambuco e presidente da CPI da CELPE em 1989.
Em 1990, filia-se ao PRN e elege-se deputado federal, com 36.582 votos, atuando como membro titular da Comissão de Agricultura e Política Rural, suplente da Comissão de Seguridade Social e Família e vice-líder do bloco formado por PFL, PRN, PSC, PMN e PST. Em 1992, votou a favor do impeachment do presidente Fernando Collor de Mello, voltando em seguida ao PFL, concorrendo à reeleição em 1994, mas não repetiu o desempenho de 1990 e recebeu apenas 963 votos, encerrando uma sequência de 20 anos seguidos como parlamentar.
Maviael Cavalcanti voltou a disputar eleições em 1998, quando tentou novamente uma vaga na Assembleia Legislativa. Com 22.208 votos, não se elegeu e ficou na suplência, sendo empossado como presidente do Instituto de Previdência dos Servidores do Estado de Pernambuco, onde permaneceu até 2000, quando chegou a assumir uma cadeira na ALPE na condição de suplente.
Em 2002, é eleito deputado estadual pela quinta vez com 34.421 votos, repetindo o desempenho em 2006 (44.228 votos) e 2010 (34.171). Em abril de 2014, chegou a anunciar o final de sua carreira política e alegou que uma das causas era o assédio financeiro às lideranças políticas do interior pernambucano, mas voltou atrás na decisão, e não teve sucesso na disputa pela reeleição, apesar de ter obtido 38.785 votos.
Concorreu à prefeitura de Macaparana em 2016, vencendo Paulo Barbosa da Silva (PMDB) com 7.797 votos. Em 2020, optou em não disputar a reeleição e apoiou Valdecírio Cavalcanti (também filiado ao DEM) na eleição municipal.